# Közönséges gyömbér
| Energia 19 kcal 80 kJ |        |
| Szénhidrátok | 17.77g |
| - Cukrok 1.7 g |        |
| - Étkezési rostok 2 g |        |
| Zsír | 0.75 g |
| Fehérje | 1.82 g |
| Tiamin (B1-vitamin) 0.025 mg | 2%     |
| Riboflavin (B2-vitamin) 0.034 mg                                                                                                | 3%     |
| Niacin (B3-vitamin) 0.75 mg | 5%     |
| Pantoténsav (B5-vitamin) 0.203 mg                                                                                               | 4%     |
| B6-vitamin 0.16 mg | 12%    |
| Folsav (B9-vitamin) 11 μg | 3%     |
| C-vitamin 5 mg | 6%     |
| Kalcium 16 mg | 2%     |
| Vas 0.6 mg | 5%     |
| Magnézium 43 mg | 12%    |
| Foszfor 34 mg | 5%     |
| Kálium 415 mg | 9%     |
| Cink 0.34 mg | 4%     |
| A százalékos értékek az amerikai felnőttek számára javasolt napi mennyiségre (RDA) vonatkoznak. Forrás: USDA tápanyag adatbázis |        |

A közönséges gyömbér (Zingiber officinale) a gyömbérfélék (Zingiberaceae) családjába tartozó növényfaj, fűszer- és gyógynövény. Nevezik egyszerűen gyömbérnek, illetve fűszergyömbérnek. Nagyon hasonlít hozzá a sziámi gyömbérnek is nevezett galangál.

## Származása, elterjedése
Gyökerét már i. e. 500-ban gyógyszernek és ételízesítőnek használták Kínában és Indiában. Marco Polo is említi könyvében. Jelentős szerepet játszott a fűszerkereskedelemben. Amerikában a 16. század óta ismert.
Dél-Ázsiában, Dél-Amerikában és Nyugat-Afrikában termesztik.

## Életmódja, élőhelye
Melegigényes, trópusi növény. Kevés gondoskodással virágcserépben is nevelhető.

## Felhasználása
A sajátos illatú, csípős, kesernyés ízű fűszert a növény gyökértörzse (Zingiberis rhizoma) adja. Aromáját illóolaj okozza, ízét pedig a gingerol. Cukrot, gyantát, gyantasavat, keményítőt is tartalmaz. Főbb fajtái a hámozatlan, fekete „barbadosi” és a hámozott, fehér „bengáliai” gyömbér. Vágva, őrölve, egyes országokban kandírozva (cukrozva) is árusítják. Gyökérgumóját nyersen is felhasználják; ilyenkor előbb meg kell hámozni.
Kitűnő gyomorerősítő, étvágyjavító, emésztést elősegítő hatása miatt kedvelik.
Levesek (hús-, bab-, krumpli-, gyümölcs- stb.), levesgombócok, krumpli-, és babfőzelékek, szószok, húsételek, vadhúsok, mártások, sütemények (mézeskalács, keksz stb.), forralt bor, likőrök, pálinkák, keleti ételek, valamint uborka, tök, és gyümölcsök eltevésénél is használt ízesítő.
Csak a főzés utolsó fázisában adják az ételekhez, amelyek ízeit így kiemeli, teltebbé teszi. Intenzív aromája miatt takarékosan kell bánni, mert túladagolva kellemetlen, kesernyés ízt ad az ételnek. Angliában, Amerikában a híres „Ingver” sört készítik belőle, de a magyar recept szerint készített „gyömbérsör” is igen frissítő, ízletes ital.

## Gyógyhatásai
Gyökerének hagyományosan gyógyhatásúnak tartják; ennek tudományos bizonyítékait az Európai Gyógyszerügynökség (European Medicines Agency, EMA) monográfiája foglalja össze. Bizonyítottan csökkenti a hányingert, segíthet az utazási betegség megelőzésében. Hagyományosan használják egyéb emésztőrendszeri panaszok, pl. hasi görcsök vagy puffadás enyhítésére is. Túlérzékenyeknek és gyermekeknek nem ajánlott. A gyógynövényüzletekben, patikákban vásárolható kapszulákat az utazás előtt 1–2 órával kell bevenni. Valószínűleg csökkenti a koleszterinszintet, illetve antioxidáns tulajdonságokkal is bír, bár ezt még csak sejttenyészetekben sikerült kimutatni.
Segít kordában tartani a vércukorszintet, növeli az inzulin hatékonyságát.
A közhiedelem szerint szíverősítő, hatékony a rákbetegségeknél, különösen a petefészek- és vastagbélrák ellen, de a tüdő-, mell-, bőr-, prosztata- és hasnyálmirigyrák kóros sejtjeit is pusztítja.

### Gyömbérsör
A hagyományos gyömbérsör egy édesített és szénsavas ital, amely feldolgozott gyömbérfűszer, élesztő és cukor természetes erjesztésével készül. Gyakran ízesítik egzotikus fűszerekkel. Nagy-Britanniában és gyarmatain a 18. század óta népszerű. Gluténmentes, így az erre érzékenyek is ihatják.

#### Típusai
Az angol nyelv különbséget tesz „ginger ale” és „ginger beer” között. Utóbbi a sörhöz hasonlóan erjesztett ital, amelyhez általában nádcukrot, vagy ritkábban mézet és citromot adnak. Az alkoholszint a főzési folyamat hosszával változhat. Ha az élesztőkkel és kevés nádcukorral beindított erjedést annak kezdeti stádiumában megállítják, alkoholtartalma csekély marad vagy akár ki sem alakul; ez a „ginger ale”, amit gyakran ízesítenek és fűszereznek, számos ifjúsági regényben az angolszász kamaszok kedvenc itala. Emellett gyakran használják meghűlés, köhögés és mozgásszervi fájdalmak enyhítésére. Alkoholtartalmát 1855-ben a jövedéki adótörvény 2 %-ban maximálta.
Több cukorral és hosszabb erjesztéssel nagyobb alkoholtartalmú, szénsavasabb „ginger beer”-t kapunk. Az egyik legismertebb márka a skót Crabbie's (4 % alkoholtartalommal).

## Képek

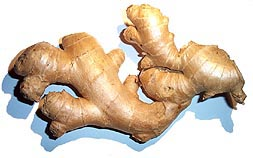
Gyömbér gyökértörzs
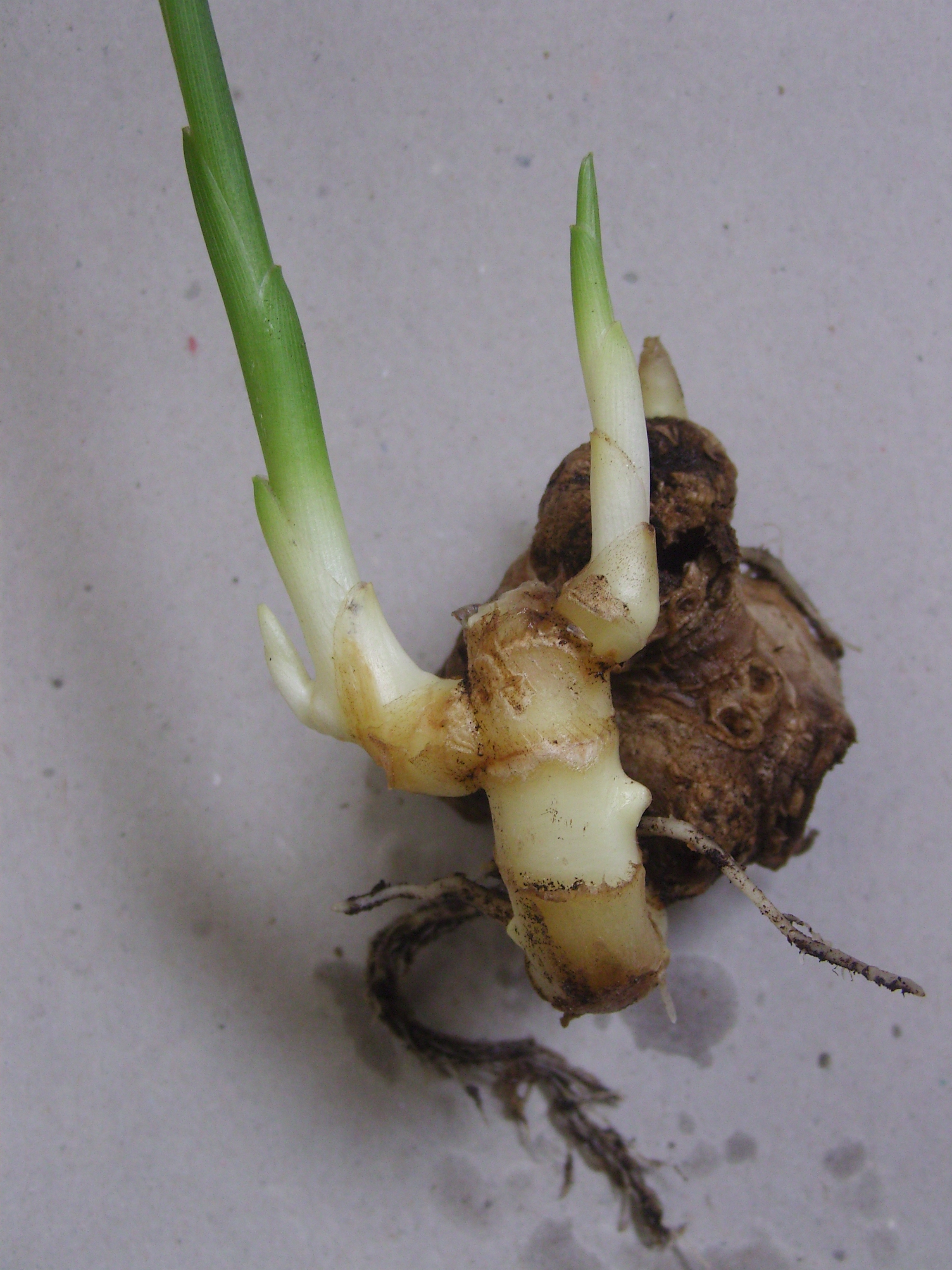
Gyömbér gyökértörzs hajtása
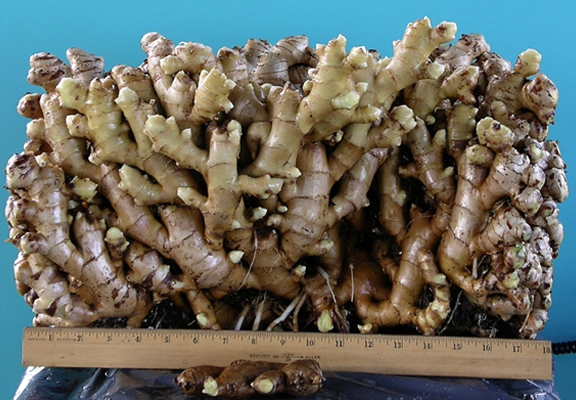
Gyömbér (Zingiber officinale)